# Хохлатая утка
Хохлатая утка (лат. Lophonetta specularioides) — вид водоплавающих птиц из семейства утиных, единственный в одноимённом роде (Lophonetta). Различают два подвида: Lophonetta specularioides alticola и Lophonetta specularioides specularioides. Обитают в Южной Америке и на Фолклендских островах.
Хохлатые утки — это бурые пятнистые утки средней величины. Достигают роста 50—60 см. Вид не обнаруживает полового диморфизма. Хохол встречается у обоих полов, хотя у самок он несколько короче; у молодых птиц хохол отсутствует.
Питается беспозвоночными и морскими водорослями, предпочитает мелкие прибрежные области. Гнездится в кустарнике около воды, кладет 5—7 яиц.